# 4e armée (Italie)
Pour les articles homonymes, voir 4e armée.
La 4e armée italienne (en italien: 4ª Armata, aussi connu sous Armata del Grappa lors de la Première Guerre mondiale était une grande unité de l'armée royale italienne (Regio Esercito).

## Historique

### Première Guerre mondiale
La 4e armée dérive du commandement  désignée de l'armée de Bologne, qui a été transformé en commandement de la 4e armée en octobre 1914. 
Lors de l'entrée en guerre du royaume d'Italie, le 24 mai 1915, la 4e armée, sous le commandement du lieutenant général (tenente generale) Luigi Nava et dont le quartier général se trouve à Vittorio Veneto, avait sous ses dépendances le Ier corps d'armée sous le lieutenant général Ottavio Ragni, le IXe corps d'armée sous le général Pietro Marini et le commandement de la zone de Carnia sous le lieutenant général Clemente Lequio. Le chef d'état-major de l'armée était le général de division (maggior generale) Oreste Bandini.
La grande unité déploya ses forces du Passo Cereda au Monte Peralba (sources du Piave) sur un front d'environ 75 km et selon les intentions du général d'armée (Generale dell'esercito) Luigi Cadorna, commandant suprême du Regio Esercito (armée royale italienne), elle devait passer à l'offensive générale en commençant par la conquête des forts de Sexten, Landro et Valparola, avec une action de caractère et de vigueur marqués. Le premier objectif des opérations était de s'emparer de la droite de la jonction de Toblach et de la gauche des collines entourant le groupe de montagnes du Sella.
La 4e armée ne répond pas aux attentes, et le général Nava est considéré comme le plus attentiste des commandants d'armée italiens. À la fin du mois de juin 1915, Nava demanda l'exonération du général Pietro Marini, commandant du IXe corps d'armée, coupable d'avoir imprudemment occupé le plateau de Sasso di Stria, et Cadorna, qui ne partageait pas l'estime dans laquelle Nava était presque unanimement crédité, accepta la demande, mais le 25 septembre de la même année, il exonéra également Nava, le remplaçant par le lieutenant général (tenente generale) Mario Nicolis di Robilant.
La raison officielle était que: 
« Dans les quinze premiers jours des opérations, il n'a pas agi avec promptitude et énergie, profitant de sa supériorité de forces, et a exercé le commandement avec une décision insuffisante. »
La 4e armée a participé à la bataille du Monte Piana, une longue et sanglante série de batailles de montagne qui se sont déroulées au sommet du Monte Piana, l'un des théâtres les plus sanglants et les plus statiques de toute la guerre, qui fait partie du massif des Dolomites de Sesto, où se sont déroulés, entre 1915 et 1917, certains des affrontements les plus violents entre les soldats italiens et austro-hongrois, qui se sont battus sur le sommet plat de cette montagne pendant deux bonnes années.
Après la défaite de Caporetto, la 4e armée reçoit l'ordre du général Cadorna de se retirer aux environs du mont Grappa, mais Nicolis di Robilant, qui n'a peut-être pas réalisé la gravité de la situation, ordonne la retraite avec un retard qui entraîne la capture d'environ 11 500 hommes, pris au piège par les forces d'Otto von Below; cependant, Nicolis di Robilant répond à cette grave erreur peu après en remportant la première bataille du Piave.
En février 1918, Nicolis di Robilant quitta le commandement de la 4e armée pour passer le commandement de la 5e armée au lieutenant général Gaetano Giardino, qui s'occupa d'augmenter les défenses du massif du Grappa, qui représentait le dernier obstacle naturel entre le front et la plaine vénitienne, et d'améliorer également les communications et, surtout les conditions de vie des troupes qui défendent la position, aussi bien dans les tranchées que pendant les périodes de repos, et aussi, dans le domaine de l'emploi tactique des troupes, il s'est préoccupé d'innover les méthodes de combat, en introduisant dans la doctrine tactique de son armée aussi bien les unités d'assaut que le tir d'artillerie contre-préparatoire. Cette préparation des troupes à des instructions tactiques plus modernes a été saluée lors de la bataille du Solstice, lorsque le front, après un premier démantèlement, a été restauré grâce à la 9e division d'assaut, commandée par le major (maggiore) Giovanni Messe et à l'action conjointe de l'artillerie des 4e et 6e armée. Pendant la bataille de Vittorio Veneto, l'Armata del Grappa, qui avait sous son commandement le IXe corps d'armée du lieutenant général Emilio De Bono et le VIe corps d'armée du lieutenant général Stefano Lombardi, a participé aux opérations qui se sont déroulées du 24 au 29 octobre 1918, perdant 25 000 hommes.
Le 18 juillet 1919, l'Armata del Grappa est dissoute.

#### Commandants
| Grade            | Nom                       | Début | Fin  |
| ---------------- | ------------------------- | ----- | ---- |
| Tenente generale | Luigi Nava                | 1914  | 1915 |
| Tenente generale | Mario Nicolis di Robilant | 1915  | 1918 |
| Tenente generale | Gaetano Giardino          | 1918  | 1919 |

### Seconde Guerre mondiale
En juin 1938, le Commandement désigné de la 4e armée a été établi à Rome, qui en août 1939 est devenu le Commandement de la 4e armée.
Le 10 juin 1940, jour de l'entrée du royaume d'Italie dans la Seconde Guerre mondiale, la 4e armée, encadrée dans le groupe d'armées Ouest, est déployée le long de la frontière française, avec le 1er corps d'armée, le 4e corps d'armée et le corps d'armée alpin, contrôlant le secteur au nord de la 1re armée, entre Monte Rosa et Monviso, prenant une part marginale à la campagne contre la France, avec une activité limitée, du 10 au 20 juin, à des actions sporadiques pour prendre possession des collines frontalières et des points d'intérêt tactique dans les vallées de l'Arc et de l'Isère, l'inclémence du temps dans l'environnement particulier de la haute montagne empêchant des actions plus étendues. À partir du 20 juin, le mouvement de pénétration en territoire ennemi commence et des progrès territoriaux sont réalisés, en particulier dans le secteur Montcenis-Bardonnèche avec l'occupation de la Roche du Chardonnet et du village de Fourneaux, et dans le secteur Montgenèvre avec la conquête des collines au nord du village. L'armistice du 24 juin (Armistice de Villa Incisa) arrête la 4e armée sur les positions atteintes.
À la fin des opérations de guerre contre la France, les unités de la 4e armée restèrent en garnison dans le Piémont et la Ligurie dans l'attente d'un autre emploi opérationnel jusqu'au 11 novembre 1942, date à laquelle, en prévision d'un éventuel débarquement ennemi le long des côtes sud de la France, la 4e armée se déplaça en territoire français pour tenir garnison dans la région du Dauphiné, en Provence et en Savoie, déployant les Ier, XVe et XXIIe Corps d'armée entre Grenoble, Marseille et Nice, poursuivant ses activités de défense anti-débarquement et de garnison dans le sud de la France jusqu'au 8 septembre et cessant toute activité le 9 septembre 1943 à la suite des événements qui ont suivi l'armistice de Cassibile pour être dissous à Caraglio dans la province de Coni le 12 septembre 1943.

#### Ordre de batailles
Composition (1940)
- Ier corps d'armée
- IVe corps d'armée
- Corps d'armée alpin

Composition (1942-1943)
- Ier corps d'armée
- XVe corps d'armée
- XXIIe corps d'armée[11]

#### Commandants
| Generale designato d'armata | Camillo Grossi               | 1939 | 1940 |
| Generale designato d'armata | Alfredo Guzzoni              | 1940 | 1940 |
| Generale designato d'armata | Mario Caracciolo di Feroleto | 1940 | 1941 |
| Generale designato d'armata | Mario Vercellino             | 1941 | 1943 |